# Walter Baldwin
Walter Smith Baldwin Jr. (Lima, 2 gennaio 1889 – Santa Monica, 27 gennaio 1977) è stato un attore statunitense.

## Filmografia parziale

### Cinema
- A Stranger in Town, regia di Roy Rowland (1943)
- Dark Mountain, regia di William Berke (1944)
- Why Girls Leave Home, regia di William Berke (1945)
- I migliori anni della nostra vita (The Best Years of Our Lives), regia di William Wyler (1946)
- Lo strano amore di Marta Ivers (The Strange Love of Martha Ivers), regia di Lewis Milestone (1946)
- L'alibi di Satana (The Unsuspected), regia di Michael Curtiz (1947)
- Il lutto si addice ad Elettra (Mourning Becomes Electra), regia di Dudley Nichols (1947)
- Il solitario del Texas (Albuquerque), regia di Ray Enright (1948)
- L'uomo proibito (Winter Meeting), regia di Bretaigne Windust (1948)
- Azzardo (Hazard), regia di George Marshall (1948)
- Gli avvoltoi (Return of the Bad Men), regia di Ray Enright (1948)
- Il vagabondo della foresta (Rachel and the Stranger), regia di Norman Foster (1948)
- L'urlo della città (Cry of the City), regia di Robert Siodmak (1948)
- The Gay Amigo, regia di Wallace Fox (1949)
- Occhio per occhio (Calamity Jane and Sam Bass), regia di George Sherman (1949)
- La setta dei tre K (Storm Warning), regia di Stuart Heisler (1951)
- Rough Riders of Durango, regia di Fred C. Brannon (1951)
- La gang (The Racket), regia di John Cromwell (1951)
- Di fronte all'uragano (I Want You), regia di Mark Robson (1951)
- Gli occhi che non sorrisero (Carrie), regia di William Wyler (1952)
- L'orfana senza sorriso (Scandal at Scourie), regia di Jean Negulesco (1953)
- Cavalca vaquero! (Ride, Vaquero!), regia di John Farrow (1953)
- 12 metri d'amore (The Long, Long Trailer), regia di Vincente Minnelli (1954)
- Più vivo che morto (Living It Up), regia di Norman Taurog (1954)
- La storia di Tom Destry (Destry), regia di George Marshall (1954)
- Il paradiso dei fuorilegge (Stranger on Horseback), regia di Jacques Tourneur (1955)
- Oltre il destino (Interrupted Melody), regia di Curtis Bernhardt (1955)
- Rivolta indiana nel West (Oklahoma Territory), regia di Edward L. Cahn (1960)
- Hail, Hero!, regia di David Miller (1969)

### Televisione
- Stage 7 – serie TV, episodio 1x20 (1955)
- General Electric Theater – serie TV, 5 episodi (1955-1961)
- Screen Directors Playhouse – serie TV, episodio 1x20 (1956)
- Crossroads – serie TV, episodio 2x04 (1956)
- Dakota – serie TV, episodio 1x01 (1963)
- La fattoria dei giorni felici (Green Acres) – serie TV, 2 episodi (1965-1966)
- Petticoat Junction – serie TV, 9 episodi (1964-1970)
- La tata e il professore (Nanny and the Professor) – serie TV, 1 episodio (1971)